# 朱伯芳
朱伯芳（1928年10月17日—2024年2月4日），江西余江人，中国水工结构专家。

## 生平
1951年毕业于交通大学。1995年当选为中国工程院院士。